# Majesty and Decay
Majesty and Decay este cel de-al optulea album al formației americane de death metal Immolation. Lansat pe 9 martie 2010, a fost înregistrat la Millbrook Sound Studios din New York, produs de Paul Orofino și mixat de Zack Ohren.

## Lista pieselor
| Nr.             | Titlu                      | Lungime |  |
| 1.              | „Intro”                    | 1:19    |  |
| 2.              | „The Purge”                | 3:19    |  |
| 3.              | „A Token of Malice”        | 2:41    |  |
| 4.              | „Majesty and Decay”        | 4:29    |  |
| 5.              | „Divine Code”              | 3:39    |  |
| 6.              | „In Human Form”            | 4:04    |  |
| 7.              | „A Glorious Epoch”         | 4:38    |  |
| 8.              | „Interlude”                | 2:04    |  |
| 9.              | „A Thunderous Consequence” | 3:59    |  |
| 10.             | „The Rapture of Ghosts”    | 5:19    |  |
| 11.             | „Power and Shame”          | 3:44    |  |
| 12.             | „The Comfort of Cowards”   | 5:52    |  |
| Lungime totală: | Lungime totală:            | 45:03   |  |

## Membrii formației
- Ross Dolan – chitară bas, voce
- Robert Vigna – chitară
- Bill Taylor – chitară
- Steve Shalaty – baterie

### Producție
- Pär Olofsson – realizator copertă
- Zack Ohren – mixaj, masterizare
- Paul Orofino – inginerie, tracking
- Rob Kimura – layout
- Brenden Flaherty – editare sunet, baterie
- Norman DelTufo – acordare, baterie